# Тентоку
Тентоку (天徳) је јапанска ера (ненко) која је именована после Тенрјаку и пре Ова ере. Временски је трајала од октобра 957. до фебруара 961. године и припадала је Хејан периоду. Владајући монарх био је цар Мураками.

## Важнији догађаји Тентоку ере
- 957. (Тентоку 1, четврти месец): Цар је прославио педесети рођендан Фуџиваре Моросукеа и у ту прилику му понудио чашу сакеа.[4]
- 958. (Тентоку 2, трећи месец): Фуџивара је почаствован добијеном дозволом путовања у носиљци.[4]
- 16. октобар 960. (Тентоку 4, двадесеттрећи дан деветог месеца): Изгорела је царска палата, први пут откако је престоница пребачена из Наре за Хејан-кјо (данашњи Кјото).[5][6]